# Bhiwadi
Bhiwadi là một thị trấn thống kê (census town) của quận Alwar thuộc bang Rajasthan, Ấn Độ.

## Nhân khẩu
Theo điều tra dân số năm 2001 của Ấn Độ, Bhiwadi có dân số 33.830 người. Phái nam chiếm 63% tổng số dân và phái nữ chiếm 37%. Bhiwadi có tỷ lệ 67% biết đọc biết viết, cao hơn tỷ lệ trung bình toàn quốc là 59,5%: tỷ lệ cho phái nam là 76%, và tỷ lệ cho phái nữ là 53%. Tại Bhiwadi, 17% dân số nhỏ hơn 6 tuổi.